# Avdo Karabegović Halidbegov
Avdo Karabegović (poznat kao Avdo Karabegović Halidbegov; Modriča, 25. kolovoza 1878. – Loznica, 18. prosinca 1908.), bosanskohercegovački je književnik bošnjačkog podrijetla.

## Životopis
Avdo Karabegović je rođen u Modriči gradu na sjeveru Bosne i Hercegovine u bogatoj begovskoj obitelji, koja se iz Budimpšte iselila u Bosnu. U Modriči je završio mekteb. Njegov otac Halid umro je 1893. godine, a njegova majka Fatima (Mustajbegović) preminula je 1896. godine. Nakon smrti majke, Avdo se sam brinuo za svog brata i dvije sestre.
Književnik ne treba miješati s njegovim rođakom Avdom Karabegovićem Hasanbegovim. Zbog sukoba sa austrougarskom vlašću koja je zabranila njegove pjesme, Avdo Karabegović Halidbegov je otišao iz Modriče studirati vojne znanosti u Tursku, ali je naglo prekinuo školovanje u carskom liceju Sultanija i po povratku ostaje na školovanju u Aleksincu. Austrogarske vlasti su ga uhitile u Zemunu i poslale na trogodišnje služenje vojnog roka. Povratak u Bosnu i Hercegovinu mu nije bio dozvoljen ni nakon što je odslužio vojsku, pa jedno vrijeme pohađa Učiteljsku školu u Pakracu, gdje također dolazi u sukob sa školskom upravom, te školovanje nastavlja u Aleksincu, potom, nakon diplomiranja zapošljava se kao učitelj u Malom Zvorniku. Zbog toga su ga zvali i Avdo Karabegović- Zvornički. Zbog zabrane ulaska u Bosnu, Avdo Karabegović  se odriče bosanskog državljanstva i uzima državljanstvo Srbije.
Srbija je jako cijenila Karabegovićevu prvrženost srpskom narodu, kulturi, tradiciji, vjeri, i na tom mu se zahvalila i odužila financirajući njegovo školovanje, objavjaljivanjem i distribuiranjem knjiga, pogotovo u Bosnu i Hercegovinu, gdje je bio nepoželjan. Za života je objavio dvije zbirke pjesama: Pobratimstvo (s Omer-begom Sulejmanpašićem Skopljakom i Osmanom Đikićem) u Beogradu 1900. i Pjesme, također u Beogradu 1905. godine.
Među pjesmama, poseban je ciklus ljubavnih pjesama S istočnog Parnasa i njegovog Emire. Iznimni stihovi uključuju pjesme poput Đul Bejazo, Đul miriše, Doću ti draga, doći, Mjesečina. Karabegović je bio jedan od nosioca srpske ideje u Bosni i Hercegovini. Godine 1898. javlja se Avdo Karabegović u Bosanskoj Vili sa pjesmama o Crnoj Gori i njenom junaštvu: pjeva o Branku Radičeviću, Marku Kraljeviću, Vuku Karadžiću, Vijencu, srpskom pravoslavnom pevačkom društvu u Brčkom. Jedna od poznatijih Karabegovićevih pjesama je Kosovkinja u kojoj žali za bratskom neslogom. Pisao je u Bosanskoj vili, Zori, Pravdi, Beogradskim novinama, Brankovom krugu, Delu.
Preminuo je od tuberkuloze u Loznici, a pokopan u Beogradu. Sprovodni govor održao je Branislav Nušić.

## Vanjske povezice
- Junaci Šabanove ulice: Ko je bio Avdo Karabegović kojeg Šešelj naziva „mučenikom i vrsnim intelektualcem“, umjesto kojeg bi ulicu trebao dobiti Šaban Šaulić!?